# 北浦竜次
北浦 竜次（きたうら りゅうじ、2000年1月12日 - ）は、栃木県黒磯市（現：那須塩原市）出身のプロ野球選手（投手・育成選手）。左投左打。北海道日本ハムファイターズ所属。

## 経歴

### プロ入り前
幼少期は右投げだったが小学2年で軟式野球を始めた際、国体出場経験のある母親（ソフトボールの元埼玉県代表）に勧められ、左投げに転向した。中学時代は地元の硬式野球ボーイズリーグのチームである大田原ボーイズに所属し、投手兼外野手としてプレーした。
白鷗大学足利高校入学後は1年秋からベンチ入りを果たした。2年秋は「4番・投手兼左翼手」として出場し、県3位で関東大会にも進出した。3年春は県大会で優勝した。3年夏は準々決勝で文星芸大附高校に破れチームはベスト8止まり、甲子園出場はならなかった。高校通算26本塁打を記録。
2017年10月26日、ドラフト会議で北海道日本ハムファイターズから5位指名を受けた。11月17日に契約金2500万円、年俸520万円で入団に合意した。背番号は63。

### 日本ハム時代
2018年3月23日、横浜DeNAベイスターズとの二軍戦で公式戦デビュー。大きな故障も無く、ストレートの最速は高校時代から5km/h増の152km/hに進化するなど、二軍で順調に力を伸ばすと、9月7日の東北楽天ゴールデンイーグルス戦にプロ初登板初先発が内定していたが、その前日に発生した北海道胆振東部地震の影響で試合が中止となり、一軍デビューも延期となった。イースタン・リーグでは18試合の登板で2勝2敗・防御率4.06を記録し、10月4日に初めて出場選手登録をされると、同日の楽天戦、1点リードの8回裏に2番手としてプロ初登板。1イニングを投げ、プロ初奪三振を含む三者凡退に抑え、プロ初ホールドを記録した。オフに40万円増となる推定年俸560万円で契約を更改した。
2019年はイースタン・リーグで主に先発を務め、15試合の登板で防御率3.75を記録すると、7月26日に一軍へ昇格。翌27日の埼玉西武ライオンズ戦、4点ビハインドの3回裏一死からシーズン初登板となり、1回2/3を1失点に凌ぐと、チームが5回表に6点を奪って逆転勝利を収め、北浦にプロ初勝利が記録された。その後は二軍で先発調整となり、8月23日のオリックス・バファローズ戦でプロ初先発。4回まで無失点に抑えていたが、5回に味方の野選も絡んで同点を許し、イニング途中で降板。4回1/3を6安打1四球2失点の内容で勝敗は付かなかった。続く8月30日の楽天戦では4回途中6失点でプロ初黒星。9月12日の楽天戦では3回1失点で降板と先発としては結果を残せず、シーズン終盤はリリーフに回り、この年は6試合（3先発）に登板し、1勝1敗・防御率5.71という成績であった。オフに140万円増となる推定年俸700万円で契約を更改した。
2020年は新型コロナウイルスの影響で120試合制・開幕延期となり、6月19日の開幕は二軍で迎えた。8月14日の千葉ロッテマリーンズ戦でシーズン初登板初先発となったが、一死しか奪えずに5失点で降板し、敗戦投手。その後は10月31日に中継ぎとして一軍へ昇格したが、この年の一軍登板は3試合にとどまった。ただ、8月度のファーム月間MVPを受賞するなど、イースタン・リーグでは11試合の登板で4勝2敗・防御率1.74と結果を残し、同リーグの最優秀防御率に輝いた。オフのNPB AWARDS 2020にて、将来有望な若手選手に贈られるビッグホープ賞も受賞した。12月7日には20万円増となる推定年俸720万円で契約を更改した。
2021年は開幕ローテーション入りを目指していたが、実戦で結果を残せず、中継ぎとして自身初の開幕一軍入り。ロングリリーフで結果を残していたが、左足首を痛めて4月7日に登録抹消。その後はイースタン・リーグで7試合の登板にとどまり、また9月4日の東京ヤクルトスワローズとの同リーグ公式戦を最後に登板がなく、10月4日に左肘滑膜ヒダ切除術を受けたことが球団から発表された。全治3か月の見通しであり、残りのシーズンはリハビリに費やした。この年は3試合の登板で防御率3.38という成績であり、オフに現状維持の推定年俸720万円で契約を更改した。
2022年2月22日の二軍練習試合で実戦復帰。この年は新監督のBIGBOSSが「選手全員を1回は一軍のグラウンドに立たせる」と公言した“トライアウトシーズン”となり、開幕を二軍で迎えた北浦も一軍昇格を目指していたが、5月7日に新型コロナウイルス陽性判定を受けた。6月9日のイースタン・リーグ公式戦で実戦復帰を果たし、高卒新人と開幕から実戦出場の無い故障者を除いた大トリで7月16日に一軍昇格。翌17日の西武戦でリリーフとしてシーズン初登板となり、1回2/3を無失点に抑えると、7月29日の楽天戦ではプロ初セーブを記録した。その後は8月25日に出場選手登録を抹消され、9月26日に再登録。この年は11試合のリリーフ登板で0勝0敗1セーブ・防御率2.35という成績を残し、オフに50万円増となる推定年俸770万円で契約を更改した。
2023年は春季キャンプ前から抱えていた左肩痛の影響でこの年初の実戦登板が6月4日の二軍戦と出遅れたものの、二軍で12試合に登板して防御率1.29を記録すると、8月6日に出場選手登録。同8日の西武戦でシーズン初登板となり、2回無安打1奪三振と完全投球を披露した。BIGBOSS改め新庄剛志監督からは「先発もできるか考えといて」と伝えられていたが、その後もリリーフとしてシーズン終了まで一軍に帯同し、この年は12試合の登板で防御率3.09を記録。フェニックスリーグではチーム内のインフルエンザ蔓延により、急遽10月16日の試合に先発し、3イニングを完全投球と好投した。オフに80万円増となる推定年俸850万円で契約を更改した。
2024年は春季キャンプを一軍でスタートし、リリーフとして3年ぶりに開幕を一軍で迎えた。3月31日のロッテ戦では1点ビハインドの8回裏から登板し、1イニングを無失点に抑えると、チームは直後に逆転してそのまま勝利。北浦に勝利投手が記録され、自身5年ぶりの一軍勝利となった。ただ、4月13日のオリックス戦で1回4安打4失点（自責点0）を喫して以降は、打ち込まれる登板が目立ち、5月7日に登録抹消。8月1日終了時点では、二軍で13試合に登板して防御率10.13と抹消後も不調が続き、8月10日の登板以降は、丸1か月実戦登板から離れた。抹消後の一軍再昇格は果たせずにシーズンを終え、この年は12試合の登板で2勝1敗4ホールド・防御率3.18という成績であった。オフの10月28日に戦力外通告を受け、11月16日に育成選手として再契約した。背番号は163。

## 選手としての特徴
最速152km/hのストレートが武器。変化球はスライダー、カーブ。チェンジアップも投げていたが、2020年シーズンからは代わりにフォークを使っている。

## 人物
2023年12月22日に一般女性との結婚（入籍日は非公表）を発表した。
愛称は「バイソン」「下半身オバケ」。

## 詳細情報

### 年度別投手成績
| 年 度     | 球 団     | 登 板 | 先 発 | 完 投 | 完 封 | 無 四 球 | 勝 利 | 敗 戦 | セ 丨 ブ | ホ 丨 ル ド | 勝 率 | 打 者 | 投 球 回 | 被 安 打 | 被 本 塁 打 | 与 四 球 | 敬 遠 | 与 死 球 | 奪 三 振 | 暴 投 | ボ 丨 ク | 失 点 | 自 責 点 | 防 御 率 | W H I P |
| --------- | --------- | ----- | ----- | ----- | ----- | -------- | ----- | ----- | -------- | ----------- | ----- | ----- | -------- | -------- | ----------- | -------- | ----- | -------- | -------- | ----- | -------- | ----- | -------- | -------- | ------- |
| 2018      | 日本ハム  | 1     | 0     | 0     | 0     | 0        | 0     | 0     | 0        | 1           | ----  | 3     | 1.0      | 0        | 0           | 0        | 0     | 0        | 1        | 0     | 0        | 0     | 0        | 0.00     | 0.00    |
| 2019      | 日本ハム  | 6     | 3     | 0     | 0     | 0        | 1     | 1     | 0        | 0           | .500  | 78    | 17.1     | 21       | 1           | 6        | 0     | 0        | 6        | 1     | 0        | 11    | 11       | 5.71     | 1.56    |
| 2020      | 日本ハム  | 3     | 1     | 0     | 0     | 0        | 0     | 1     | 0        | 0           | .000  | 22    | 3.1      | 9        | 0           | 3        | 0     | 0        | 0        | 0     | 0        | 7     | 6        | 16.20    | 3.60    |
| 2021      | 日本ハム  | 3     | 0     | 0     | 0     | 0        | 0     | 0     | 0        | 0           | ----  | 23    | 5.1      | 5        | 1           | 2        | 0     | 0        | 4        | 0     | 0        | 2     | 2        | 3.38     | 1.31    |
| 2022      | 日本ハム  | 11    | 0     | 0     | 0     | 0        | 0     | 0     | 1        | 0           | ----  | 38    | 7.2      | 10       | 0           | 5        | 0     | 0        | 6        | 0     | 0        | 2     | 2        | 2.35     | 1.96    |
| 2023      | 日本ハム  | 12    | 0     | 0     | 0     | 0        | 0     | 0     | 0        | 0           | ----  | 47    | 11.2     | 12       | 1           | 2        | 0     | 0        | 11       | 0     | 0        | 4     | 4        | 3.09     | 1.20    |
| 2024      | 日本ハム  | 12    | 0     | 0     | 0     | 0        | 2     | 1     | 0        | 4           | .667  | 52    | 11.1     | 15       | 2           | 3        | 1     | 0        | 6        | 0     | 0        | 8     | 4        | 3.18     | 1.59    |
| 通算：7年 | 通算：7年 | 48    | 4     | 0     | 0     | 0        | 3     | 3     | 1        | 5           | .500  | 263   | 57.2     | 72       | 5           | 21       | 1     | 0        | 34       | 1     | 0        | 34    | 29       | 4.53     | 1.61    |

- 2024年度シーズン終了時

### 年度別守備成績
| 年 度 | 球 団    | 投手  | 投手  | 投手  | 投手  | 投手  | 投手     |
| 年 度 | 球 団    | 試 合 | 刺 殺 | 補 殺 | 失 策 | 併 殺 | 守 備 率 |
| ----- | -------- | ----- | ----- | ----- | ----- | ----- | -------- |
| 2018  | 日本ハム | 1     | 0     | 1     | 0     | 0     | 1.000    |
| 2019  | 日本ハム | 6     | 0     | 4     | 1     | 0     | .800     |
| 2020  | 日本ハム | 3     | 0     | 0     | 0     | 0     | ----     |
| 2021  | 日本ハム | 3     | 0     | 1     | 0     | 0     | 1.000    |
| 2022  | 日本ハム | 11    | 0     | 0     | 1     | 0     | .000     |
| 2023  | 日本ハム | 12    | 1     | 0     | 0     | 0     | .000     |
| 2024  | 日本ハム | 12    | 2     | 2     | 0     | 0     | 1.000    |
| 通算  | 通算     | 48    | 3     | 8     | 2     | 0     | .846     |

- 2024年度シーズン終了時

### 表彰
- ビッグホープ賞（2020年）[28]

### 記録
初記録
- 初登板・初ホールド：2018年10月4日、対東北楽天ゴールデンイーグルス25回戦（楽天生命パーク宮城）、8回裏に2番手で救援登板、1回無失点
- 初奪三振：同上、8回裏に島内宏明から空振り三振
- 初勝利：2019年7月27日、対埼玉西武ライオンズ17回戦（メットライフドーム）、3回裏一死に2番手で救援登板、1回2/3を1失点
- 初先発登板：2019年8月23日、対オリックス・バファローズ17回戦（京セラドーム大阪）、4回1/3を2失点で勝敗つかず
- 初セーブ：2022年7月29日、対東北楽天ゴールデンイーグルス14回戦（楽天生命パーク宮城）、9回裏一死に5番手で救援登板・完了、2/3回無失点

### 背番号
- 63（2018年[6] - 2024年）
- 163（2025年[76] - ）